# ルージュ・ザ・バット
ルージュ・ザ・バット（Rouge The Bat）は、セガグループ（セガゲームス、セガ・インタラクティブ）のコンピュータゲーム、『ソニックシリーズ』に登場する架空のキャラクター。コウモリを擬人化した姿をしていて、ソニックシリーズの擬人化キャラクターの中では一番人間に近い姿をしている。担当声優は落合るみ。

## プロフィール
- 本名：ルージュ・ザ・バット(Rouge The Bat)
- 性別：女
- 種別：コウモリ
- 年齢：18歳
- 身長：105cm
- 体重：シークレット
- 好きなもの：宝石
- 特技：スクリューキック
- 一人称：アタシ

## 概要
宝石専門のトレジャーハンターにして、連邦政府大統領専属のエージェントを務める女コウモリ。18歳。「世界中の宝石はみ～んなアタシの物」が口癖で、世界中の宝石を全部自分の物にするのが目標らしい。過去にナックルズの持つマスターエメラルドを盗み出したことがある。「狙った獲物は逃がさない」がポリシーで、獲物を手にできなかったことがほとんどないほど優れた腕前と実績を持つ。また頭脳派で計算高く、常に裏の裏まで読んだ行動をとり、シャドウの秘密を知るため、自分を利用しようとするエッグマンを逆に騙し利用したこともある。その俊敏かつ華麗なテクニックを大統領に買われ、エッグマンの基地への潜入捜査を度々繰り返している（いわゆる連邦政府のスパイ）。セクシー路線を目指しているらしく、常に露出度の高い服を着用している。「ルージュ＝口紅」の名前がつけられたように、化粧をしている。
初登場からやたらとナックルズと対立しているが内心嫌っておらず、『ソニックアドベンチャー2』でナックルズに助けられて以来、好意的な行動も見られるようになった。『ソニッククロニクル 闇次元からの侵略者』では、「ナックルズは可愛い。カッコいいけど、真面目すぎてヤボッたいからタイプじゃない」と言うシーンがあり、彼女にとっては異性として好みのタイプなのかどうかは判然としておらず、本心かどうかも不明。しかし彼女の態度はその反対を示唆しており、彼女がナックルズに惹かれていることを示している。ゲームでは、ナックルズのガールフレンドに相当するような描写もあるが、ある時はライバルでもあり、彼の反応を試すためにしばしばからかうような態度を取ることも。
ほぼ全作で行動を共にしているシャドウの事も気にかけている様子で、『ソニックバトル』において、シャドウのことを「見た目は良い男なんだけど」と評しており、オメガが「いずれ、暴走し人類の敵になるであろう」と言われた際、「世界があんたの敵になってもあたしはあんたの味方よ」と彼を大切に思う発言をしている。
本編ではシャドウ達と共にダークサイドとしてソニック達ヒーローサイドと対立する事が多いが、一部の作品ではソニック達の仲間として登場している。『ソニックアドベンチャー2』で初登場して以降、レギュラーキャラクターとしてシャドウとともに毎回登場していたが、2006年以降の作品からは出演する機会が減っており、ゲスト出演などが多くなった。
『マリオ&ソニック AT バンクーバーオリンピック』ではライバルキャラとして参戦する。アドベンチャーツアーでは宝石を盗みにウィンタウンに現れ、クッパとエッグマンがオリンピックのグッズを盗んだ話を聞くが興味がないと言う。シャドウ加入後、ホワイトストーンという宝石を与えるという条件でクッパとエッグマンに盗まれたオリンピックのグッズを取り返してくれるが突如、フリーズヒルに現れたクッパとエッグマンに「ホワイトストーンを分けてやるからマリオとソニック達を追い払え」と唆され、マリオとソニックらと勝負するが敗北後、捕まっているブリザを助けたり、油断している隙にウィンをさらったクッパとエッグマンを追いかけるなどの他人のために行動する一面を見せる（シャドウに裏切ったことを怒られ、すぐに味方に戻った際は「信用できない奴だ」と呆れていた）。ライバルキャラで唯一味方をしてくれるキャラで全てのホワイトストーンを貰った後、帰って行く彼女を見たキノピオ曰く「不思議な人ですね」と評された。『マリオ&ソニック AT ロンドンオリンピック』では、ロンドンフェスタでもライバルとして登場し、110ｍハードルで勝負する。本作では専用BGMとスペシャルダッシュが追加された。なお、対戦後、実は大英博物館から宝石を盗んで逃げている最中だったらしく、プレイヤーの実力を認め、手を組まないかと誘った。他にもロンドンオリンピックを全制覇する自信があったらしいが大英博物館の展示品のほうがいいので参加しなかったとのこと。エピソードモードでは霧の壷の力で操られ、ブレイズ達、ガールズの前に立ちふさがるが敗北したことで正気を取り戻し、機械を破壊された後、マリオの頼みでブレイズ達と行動する。デイジーから「背泳ぎのフォームがいい」と評価されるなど実力は高い。「マリオ＆ソニック」シリーズではほとんどマリオとソニックの味方であったが『マリオ&ソニック AT ソチオリンピック』のオールスターチャレンジロードの最終ステージではエッグマンネガに唆されたのか彼が開発したと思われる乗り物にほねクッパとともに現れ、マリオとソニック達に勝負を挑む。このようにオリンピックシリーズでは時には味方だったり時には敵だったりと登場するライバルであったが『マリオ&ソニック AT リオオリンピック』でプレイアブルキャラとして登場した。
2010年以降のソニックシリーズでは、『ソニック フリーライダーズ』でメインシナリオに登場し、シャドウとメンツ合わせのために見付けたE-10000B（メタルソニック）とチームを結成し、お宝と賞金目当てで参加する。『ソニック フォース』ではレジスタンス軍の一員として活動し、シャドウストーリーではシャドウと連絡を取り合う。『ソニック × シャドウ ジェネレーションズ』でもシャドウの協力しており、前日譚のアニメ『闇の序章』ではソニックの誕生日パーティーへの参加を条件にスペースコロニー・アークに向かうロケットをシャドウに手配している。

## 能力
ルージュの能力、技に関して、主に使うものを記述する。
キック
ルージュの代名詞的な能力。『ソニックアドベンチャー2』において、滑空や壁上りと同様ナックルズとの能力統一化のために設定された。ナックルズは拳で攻撃する、という違いがあるが、『ソニックアドベンチャー2』では性能に差は無い。回転キックを繰り出しながら上昇する「スクリューキック」という必殺技もある。また、体全体をドリルのように回転させて突撃していったり、カカト落としで地面に叩きつけたり、とバリエーションは多い。
飛行（滑空）
ルージュはコウモリなので空を飛べるが、テイルスやクリームと違い、作品により飛行方法が大きく2つに分かれる。1つは、滑空飛行であり、初登場時の『ソニックアドベンチャー2』ではこの飛行方法になっている。これは、ナックルズと同様の能力である。『ソニック・ザ・ヘッジホッグ (2006年のゲーム)』でも滑空飛行が使用可能である。飛んでいられる時間に制限はないが、基本的に上に向かって飛ぶことは出来ない。
なお、アニメ『ソニックX』では自由自在に空を飛んでいる。
飛行（羽ばたき）
こちらは、現実のコウモリと同様に羽を羽ばたかせて飛ぶ方法である。『ソニックヒーローズ』で使用した。滑空と違って高く跳ぶことは出来るが、逆に長距離飛行は出来なくなっている。ソニックバトルでも使用したが、飛行というよりはホバリングに近い。『ソニッククロニクル』では、移動中の能力で飛行が使えるが、コウモリであるにもかかわらず、飛行能力はテイルスやクリームよりも劣っている。
壁上り
『ソニックアドベンチャー2』、『ソニック・ザ・ヘッジホッグ (2006年)』で使用。滑空飛行と同様、ナックルズと同様の能力である。なお、『ソニッククロニクル』では、ナックルズは壁上りが使えるがルージュは壁上りが使えなくなっている。
ボムスロー
隠し持っている爆弾を投げつけて攻撃する。「ボムスロー」という名称は『ソニック・ザ・ヘッジホッグ (2006年)』からだが、作品により性能や爆弾そのものがかなり違っている。しかし、爆弾で攻撃するのにかわりは無いため、この項目に含む。ソニックヒーローズでは、リング型の爆弾を使用（これはテイルスも使える）。『ソニックバトル』や『ソニックライダーズ』では、コウモリ型爆弾、『ソニック・ザ・ヘッジホッグ (2006年)』では、普通の小型爆弾を使用した。

## 登場作品

### ゲーム
- ソニックシリーズ
  - ソニックアドベンチャー2
  - ソニックヒーローズ
  - ソニックバトル
  - シャドウ・ザ・ヘッジホッグ
  - ソニックライダーズ
  - ソニック・ザ・ヘッジホッグ (2006年のゲーム)
  - ソニックライダーズ シューティングスターストーリー
  - ソニッククロニクル 闇次元からの侵略者
  - ソニック カラーズ（DS版）
  - ソニック フリーライダーズ
  - ソニック ジェネレーションズ 白の時空
  - ソニック フォース
  - チームソニックレーシング
  - ソニック × シャドウ ジェネレーションズ
- マリオ&ソニックシリーズ
  - マリオ&ソニック AT バンクーバーオリンピック※ゲスト出演
  - マリオ&ソニック AT ロンドンオリンピック※ゲスト出演
  - マリオ&ソニック AT ソチオリンピック※ゲスト出演
  - マリオ&ソニック AT リオオリンピック
  - マリオ&ソニック AT 東京2020オリンピック
- 日本未発売作品
  - ソニック ライバルズ
  - ソニック ライバルズ 2

### アニメ
- ソニックX
- ソニックプライム
- ソニック × シャドウ ジェネレーションズ：闇の序章